# Scrophularia zuvandica
Scrophularia zuvandica är en flenörtsväxtart som beskrevs av Aleksandr Alfonsovitj Grossgejm. Scrophularia zuvandica ingår i släktet flenörter, och familjen flenörtsväxter. Inga underarter finns listade i Catalogue of Life.